# Secret Garden (GACKTの曲)
「Secret Garden」(シークレット・ガーデン)は、2000年11月16日にGacktが発表した楽曲、及び同曲を収録したシングル。通算7枚目のシングル。

## 概要
- 音楽活動を再開したGacktの2000年最後のシングル。同じ年に5作以上のシングルをリリースするのは初。またこの曲で『ミュージックステーション』に初出演した。

## 収録曲
全作詞・作曲:Gackt.C 編曲:Gackt.C, chachamaru
1. Secret Garden (4:45)
2ndアルバム『Rebirth』には、出だしのSEのカットが行われたアルバムバージョンが、ベストアルバム『THE SIXTH DAY 〜SINGLE COLLECTION〜』には、アウトロのギャップ(無音状態)の数秒のカットと、ボーカルのAメロとBメロのリテイクが行われた再録バージョンが、リミックスアルバム『GACKTracks -ULTRA DJ ReMIX-』にはリミックスバージョンで収録された。なお、シングルバージョンは、他のどのアルバムにも収録されておらず、本作のみに収録されている。
2. NINE SPIRAL (4:05)
2000年に行った自身初の野外ライブ『Gackt Starlight Gig 美浜海遊祭 2000』で未発表曲として、同ライブの1曲目に演奏された楽曲。本作には、ライブで披露されたバージョンとは、若干のアレンジ・変更が加わったバージョンで収録されている。
後に、企画アルバム『ARE YOU "FRIED CHICKENz"??』にて、イントロのオルゴール音や数秒間のカットが行われたアレンジが異なるバージョンとして収録された。なお、シングルバージョンは、他のどのアルバムにも収録されておらず、本作のみに収録されている。
2ndアルバム『Rebirth』には、本楽曲は収録されなかったものの、アルバムツアー『Gackt Live Tour 2001 Requiem et Réminiscence 〜鎮魂と再生〜』では、本楽曲が演奏された。
2006年に行ったファンクラブ限定ツアー『GACKT TRAINING DAYS D.R.U.G. PARTY』で久し振りに演奏された。
3. Secret Garden (instrumental) (4:37)

## 収録アルバム
- Rebirth (#1、アルバムバージョン)
- THE SIXTH DAY 〜SINGLE COLLECTION〜 (#1、再録バージョン)
- ARE YOU "FRIED CHICKENz"?? (#2、アレンジが異なるバージョン)
- GACKTracks -ULTRA DJ ReMIX- (#1、リミックスバージョン)